# Kühriegel
Der Kühriegel ist ein Berg im Süden der Gemeinde Thomasberg im Bezirk Neunkirchen in Niederösterreich.
Mit einer Höhe von 896 m ü. A. ist der Kühriegel der höchste Berg der Buckligen Welt, ebenso wie der gleich hohe Hutwisch. Die Entfernung der beiden Gipfel ist rund 11,2 km.
Seine bewaldete Kuppe befindet sich südwestlich der Siedlung Wiesfleck und kann über die Landesstraße L145 und eine Gemeindestraße beinahe umfahren werden. Über zwei in den Wald geschlagene Schneisen gelangt man auch leicht zum Gipfel. Bekannt ist der Kühriegel vor allem unter Radsportlern, weil die aus Krumbach kommende Straße nördlich des Kühriegels auf 848 m ü. A. führt.
Über den Kühriegel verläuft die Trasse der Trans Austria Gasleitung mit ihren drei Leitungen, der TAG I, II und III. Die am Kuhriegel früher stehende, ebenfalls hölzerne Aussichtswarte ist in den frühen 70er Jahren wegen Baufälligkeit eingerissen worden und mittlerweile im Waldboden vermodert. Dennoch bietet sich vom Gipfelbereich ein schöner Ausblick nach Norden bis zur Windkraftanlage in Lichtenegg und zum Wechsel nach Süden.